# Ethyl-akrylát
Ethyl-akrylát je organická sloučenina, ethylester kyseliny akrylové. Používá se na výrobu barev, textilií a netkaných vláken a také jako reaktant při výrobě léčiv.

## Výroba
Ethyl-akrylát se vyrábí kysele katalyzovanou esterifikací kyseliny akrylové (získané oxidací propenu) ethanolem. Rovněž jej lze získat karbonylací z acetylenu, oxidu uhelnatého a ethanolu.

## Reakce a použití
Ethyl-akrylát slouží jako surovina na výrobu polymerních pryskyřic, plastů a kaučuků.
Z ethyl-akrylátu se transesterifikací získávají za kyselé nebo zásadité katalýzy ostatní akrylátové estery, jako je 2-ethylhexyl-akrylát (získávaný z 2-ethylhexan-1-olu), součást lepidel odolných vůči vysokým tlakům, cyklohexylakrylát (z cyklohexanolu), používaný na výrobu automobilových laků, nebo 2-hydroxyethyl-akrylát (z ethylenglykolu), který může reagovat s diisokyanáty za vzniku gelů používaných s akryláty s dlouhým řetězcem (odvozených od alkoholů s 18 a více uhlíkovými atomy) jako komonomer při výrobě polymerů snižujících teplotu tuhnutí minerálních olejů. Dalším takovým esterem je 2-dimethylaminoethyl-akrylát, získávaný z dimethylethanolaminu, sloužící k výrobě vločkovacích látek a při výrobě papíru.
Jakožto reaktivní monomer bývá ethyl-akrylát složkou homopolymerů a kopolymerů například s ethenem, kyselinou akrylovou a jejími solemi, amidy a estery, methakryláty, akrylonitrilem, estery kyseliny maleinové, vinylacetátem, vinylchloridem, vinylidenchloridem, styrenem a butadienem. Kopolymery ethyl-akrylátu s ethenem se používají jako lepidla a aditiva do polymerů, podobně jako kopolymery ethenu vinylacetátem. Kopolymery s kyselinou akrylovou zlepšují čisticí schopnosti kapalných tenzidů, ty s kyselinou methakrylovou se využívají jako povlaky tablet léků na překyselení žaludku.
Široké rozpětí možných komonomerů a jejich spojení do kopolymerů umožňuje vytvářet akrylátové kopolymery s mnoha různými způsoby využití například při výrobě barev, lepidel, papíru, textilních materiálů, kosmetiky a léků.
Protože se snadno polymerizuje, tak se do něj obvykle přidává inhibitor, jako je například hydrochinon.
Ethyl-akrylát může reagovat s aminy za přítomnosti Lewisovy kyseliny (tato reakce se nazývá Michaelova reakce) za vzniku derivátů beta-alaninu:
Jelikož patří ethyl-akrylát mezi α,β-nenasycené karbonylové sloučeniny, tak se často využívá, například při výrobě léčiv, možnost provedení nukleofilní adice. K takto vyráběným látkám patří mimo jiné hypnotikum glutethimid, vazodilatans vincamin a nootropikum leteprinim.
Ethyl-akrylát je dobrým dienofilem a reaguje tak s dieny v Dielsových–Alderových reakcích, například [4+2] cykloadiční reakcí s buta-1,3-dienem vzniká ester cyklohexenkarboxylové kyseliny.
Ethyl-akrylát se také používá jako ochucovadlo. Nachází se ve stopových množstvích v ananasech a v sýru Beaufort a rovněž byl nalezen v extraktu z vanilky. Ve vyšších koncentracích může negativně ovlivnit získané aroma.